# Puchar Intertoto UEFA (2002)
Puchar Intertoto UEFA 2002 był 42. edycją piłkarskiego turnieju, ósmą pod egidą UEFA. Turniej toczył się w formule pucharowej z udziałem 60 drużyn. Zespoły zagrały o trzy miejsca w Pucharze UEFA.

## Pierwsza runda
| Drużyna 1                            | Wynik dwumeczu | Drużyna 2              | Pierwszy mecz | Drugi mecz |
| ------------------------------------ | -------------- | ---------------------- | ------------- | ---------- |
| HNK Rijeka                           | 3:3(br. wyj.)  | St. Patrick’s Athletic | 3:2           | 0:1        |
| Lokeren                              | 5:4            | WIT Georgia Tbilisi    | 3:1           | 2:3        |
| CD Santa Clara                       | 5:3            | Szirak Giumri          | 2:0           | 3:3        |
| BATE Borysów                         | 3:0            | Akademisk BK           | 1:0           | 2:0        |
| FK Obilić                            | 2:3            | FC Haka                | 1:2           | 1:1        |
| FC Zürich                            | 8:2            | Brontjo Čitluk         | 7:0           | 1:2        |
| Gloria Bystrzyca                     | 2:0            | Union Luksemburg       | 2:0           | 0:0        |
| Ozeta Dukla Trenčín                  | 3:6            | Slaven Belupo          | 3:1           | 0:5        |
| Constructorul Cioburciu              | 0:4            | 1. FC Synot            | 0:0           | 0:4        |
| Helsingborgs IF                      | 1:0            | FC Koper               | 1:0           | 0:0        |
| Kispest-Honvéd FC                    | 0:1            | Žalgiris Wilno         | 0:1           | 0:0        |
| FC Sankt Gallen                      | 11:1           | B68 Toftir             | 5:1           | 6:0        |
| Zagłębie Lubin                       | 1:2            | Dinaburg FC            | 1:1           | 0:1        |
| 1. FC Brno                           | 1:6            | FC Aszdod              | 0:5           | 1:1        |
| Enosis Neon Paralimni                | 1:5            | Schwarz-Weiß Bregenz   | 0:2           | 1:3        |
| União Leiria                         | 2:4            | Levadia Maardu         | 0:3           | 2:1        |
| Valletta FC                          | 1:2            | Teuta Durrës           | 1:2           | 0:0        |
| Coleraine F.C.                       | 7:2            | UE Sant Julià          | 5:0           | 2:2        |
| Marek Dupnica                        | 3:1            | Caersws                | 2:0           | 1:1        |
| Cementarnica Skopje                  | 3:4            | FH                     | 1:3           | 2:1        |
| Po lewej gospodarz pierwszego meczu. |                |                        |               |            |

## Druga runda
| Drużyna 1                            | Wynik dwumeczu | Drużyna 2              | Pierwszy mecz | Drugi mecz  |
| ------------------------------------ | -------------- | ---------------------- | ------------- | ----------- |
| Slaven Belupo                        | 3:0            | CF Os Belenenses       | 2:0           | 1:0         |
| Coleraine F.C.                       | 2:4            | Troyes                 | 1:2           | 1:2         |
| TSV 1860 Monachium                   | 0:5            | BATE Borysów           | 0:1           | 0:4         |
| Villarreal CF                        | 4:2            | FH                     | 2:0           | 2:2         |
| Fulham                               | 1:1(br. wyj.)  | FC Haka                | 0:0           | 1:1         |
| Sochaux                              | 4:1            | Žalgiris Wilno         | 2:0           | 2:1         |
| KAA Gent                             | 3:3(br. wyj.)  | St. Patrick’s Athletic | 2:0           | 1:3         |
| VfB Stuttgart                        | 3:0            | Lokeren                | 2:0           | 1:0         |
| Torino                               | 2:1            | Schwarz-Weiß Bregenz   | 1:0           | 1:1         |
| Krylia Sowietow Samara               | 4:0            | Dinaburg FC            | 3:0           | 1:0         |
| FK Teplice                           | 9:2            | CD Santa Clara         | 5:1           | 4:1         |
| Willem II                            | 2:1            | FC Sankt Gallen        | 1:0           | 1:1 (dogr.) |
| FC Zürich                            | 1:0            | Levadia Maardu         | 1:0           | 0:0         |
| 1. FC Synot                          | 4:2            | Helsingborgs IF        | 4:0           | 0:2         |
| Gloria Bystrzyca                     | 3:1            | Teuta Durrës           | 3:0           | 0:1         |
| FC Aszdod                            | 1:2            | Marek Dupnica          | 1:1           | 0:1         |
| Po lewej gospodarz pierwszego meczu. |                |                        |               |             |

## Trzecia runda
| Drużyna 1                            | Wynik dwumeczu | Drużyna 2     | Pierwszy mecz | Drugi mecz |
| ------------------------------------ | -------------- | ------------- | ------------- | ---------- |
| Krylia Sowietow Samara               | 3:3(br. wyj.)  | Willem II     | 3:1           | 0:2        |
| NAC Breda                            | 1:1(br. wyj.)  | Troyes        | 1:1           | 0:0        |
| VfB Stuttgart                        | 4:3            | Perugia       | 3:1           | 1:2        |
| Fulham                               | 2:1            | AO Egaleo     | 1:0           | 1:1        |
| Gloria Bystrzyca                     | 0:3            | Lille OSC     | 0:2           | 0:1        |
| 1. FC Kaiserslautern                 | 2:5            | FK Teplice    | 2:1           | 0:4        |
| Bologna                              | 2:0            | BATE Borysów  | 2:0           | 0:0        |
| Málaga CF                            | 4:1            | KAA Gent      | 3:0           | 1:1        |
| Marek Dupnica                        | 1:6            | Slaven Belupo | 0:3           | 1:3        |
| 1. FC Synot                          | 0:3            | Sochaux       | 0:3           | 0:0        |
| Torino                               | 2:2 (k. 3:4)   | Villarreal CF | 2:0           | 0:2        |
| FC Zürich                            | 2:3            | Aston Villa   | 2:0           | 0:3        |
| Po lewej gospodarz pierwszego meczu. |                |               |               |            |

## Półfinał
| Drużyna 1                            | Wynik dwumeczu | Drużyna 2     | Pierwszy mecz | Drugi mecz |
| ------------------------------------ | -------------- | ------------- | ------------- | ---------- |
| Fulham                               | 3:0            | Sochaux       | 1:0           | 2:0        |
| Lille OSC                            | 3:1            | Aston Villa   | 1:1           | 2:0        |
| VfB Stuttgart                        | 3:1            | Slaven Belupo | 2:1           | 1:0        |
| Villarreal CF                        | 3:0            | Troyes        | 0:0           | 3:0        |
| Málaga CF                            | 3:1            | Willem II     | 2:1           | 1:0        |
| Bologna                              | 8:2            | FK Teplice    | 5:1           | 3:1        |
| Po lewej gospodarz pierwszego meczu. |                |               |               |            |

## Finał
| Drużyna 1                            | Wynik dwumeczu | Drużyna 2     | Pierwszy mecz | Drugi mecz |
| ------------------------------------ | -------------- | ------------- | ------------- | ---------- |
| Villarreal CF                        | 1:2            | Málaga CF     | 0:1           | 1:1        |
| Bologna                              | 3:5            | Fulham        | 2:2           | 1:3        |
| Lille OSC                            | 1:2            | VfB Stuttgart | 1:0           | 0:2        |
| Po lewej gospodarz pierwszego meczu. |                |               |               |            |